# Pariser Mondatlas
Der Pariser systematische Mondatlas war der erste nicht gezeichnete, sondern fotografische Mondatlas. Er wurde ab etwa 1885 am großen Coudé-Äquatorial-Spiegelteleskop des Pariser Observatoriums aufgenommen und 1896 in 48 großformatigen Blättern von Maurice Loewy und Pierre Puiseux publiziert. Der Atlas stellte die bis dahin schärfste  Kartierung der gesamten von der Erde sichtbaren Mondoberfläche dar.
Die Karten sind in 24 Bildpaaren angeordnet, wobei jeder Kartenausschnitt dieselbe Mondregion in der zunehmenden und abnehmenden Mondphase zeigt – d. h. mit Beleuchtung jeweils von Osten und von Westen. Dadurch erhielt die selenografisch-geologische Deutung der Mondkrater und -Rillen, vulkanischen Dome und Gebirgssysteme entscheidende Impulse.
Ein Folgewerk war der Atlas photographique de la Lune, den dieselben Autoren 1910 in 12 Teilen in Druck gaben. Auf dem von Loewy konstruierten Äquatorial fertigte Puiseux insgesamt etwa 6000 langbrennweitige Mondaufnahmen an.